# Silvio Dulcich
Silvio Marcos Dulcich (Alpa Corral, Córdoba, 1 de octubre de 1981) es un exfutbolista argentino, retirado en el año 2018. Se desempeñaba en la posición de guardameta.

## Trayectoria
Surgido en Boca Juniors, llega a la edad de 22 años a Estados Unidos (a mediados de 2003) para transformarse en nuevo refuerzo de MetroStars, donde estuvo hasta agosto del año 2004. En el conjunto de New York sólo pudo contar con partidos en el segundo equipo, ya que la plantilla principal la ocupaba Tim Howard y, su reemplazante, Paul Grafer. Luego regresó al país para formar parte de Huracán de Tres Arroyos y más tarde en Talleres de Córdoba.
Fue campeón de la Primera División de Bolivia con el Club Aurora en el año 2008. En este conjunto es muy reconocido y es considerado un ídolo del club.
También pasó por Quilmes, donde estuvo 5 años, y Sport Boys Warnes de Bolivia. En la actualidad se desempeña en Estudiantes de Río Cuarto.

## Clubes
| Club                           | País           | Año         |
| ------------------------------ | -------------- | ----------- |
| Boca Juniors                   | Argentina      | 2000- 2003  |
| New York/New Jersey MetroStars | Estados Unidos | 2003 - 2004 |
| Huracán de Tres Arroyos        | Argentina      | 2004 - 2005 |
| Talleres de Córdoba            | Argentina      | 2005 - 2007 |
| Aurora                         | Bolivia        | 2008 - 2011 |
| Quilmes                        | Argentina      | 2011 - 2016 |
| Sport Boys Warnes              | Bolivia        | 2016 - 2017 |
| Estudiantes de Río Cuarto      | Argentina      | 2017 - 2018 |

## Títulos
| Título                     | Club    | País      | Año  |
| -------------------------- | ------- | --------- | ---- |
| Torneo Clausura            | Aurora  | Bolivia   | 2008 |
| Ascenso a Primera División | Quilmes | Argentina | 2012 |